# Richard Bohringer
Richard Bohringer (Moulins, 16 januari 1942) is een Frans-Senegalees acteur, schrijver en zanger.

## Leven en werk

### Afkomst, opleiding en eerste stappen
Bohringer werd in het midden van de Tweede Wereldoorlog geboren als de zoon van een officier van de Wehrmacht en een Française. Toen zijn ouders naar Duitsland vertrokken werd hij toevertrouwd aan zijn grootmoeder bij wie hij in de omgeving van Parijs opgroeide. De school kon hem niet bekoren en hij zette zijn studies vrij vroeg stop. Hij voelde zich wel aangetrokken door de artistieke wereld. Hij kreeg vooral interesse in jazz en in het schrijven.
Aan het einde van de jaren zestig debuteerde Bohringer in het theater met Les Girafes, een zelfgeschreven stuk. In 1970 maakte hij zijn filmdebuut. Twee jaar later gaf het drama L’Italien des roses (1972) Bohringer de kans zijn eerste belangrijke film(hoofd)rol, een jonge suïcidair, te spelen.

### Eind jaren zeventig en productieve jaren tachtig en negentig

#### Van bijrollen naar hoofdrollen
Het was nog vijf jaar wachten vooraleer Bohringers filmcarrière echt uit de startblokken kwam. Tijdens zijn beginperiode was hij tussen 1977 en 1981 te zien in bijrollen in een aantal commerciële toppers zoals L'Animal, Les Sous-doués, Inspecteur la Bavure (drie komedies van specialist Claude Zidi), Le Dernier Métro, La Boum en Les Uns et les Autres.
Daarna kreeg hij stevigere rollen toebedeeld. In het volgende decennium (1982-1992) verscheen hij in een vijftigtal films, zowat de (voorlopige) helft van de films waarin hij optrad. Met de succesrijke misdaadfilm Diva (1981) vestigde hij een eerste keer de aandacht op zich. In de misdaadfilm Le Grand Pardon (1982), een van dé Franse films van dat jaar, hielp hij een Arabische misdaadclan opstoken tegen de heersende Joodse maffiaclan. In het drama met thriller-allures J'ai épousé une ombre (1983) chanteerde hij zijn door hem in de steek gelaten ex die ondertussen, onder een nieuwe identiteit, een nieuw leven heeft opgebouwd in een welgesteld milieu.
Voor zijn rol van de meedogenloze cipier met gevaarlijke sociopathische trekjes in de gevangenisthriller L'Addition (1984) ontving hij de César voor beste mannelijke bijrol. Daarna volgden onder meer Péril en la demeure (1985) en Le Paltoquet (1986), twee misdaadfilms van Michel Deville.

#### Doorbraak en nieuwe samenwerkingen
Dankzij het drama Le Grand Chemin (Jean-Loup Hubert, 1987), een enorm commercieel succes in Frankrijk, brak Bohringer op 45-jarige leeftijd definitief door. Voor zijn rol van Pelo, een wat norse man die graag drinkt maar eigenlijk goedhartig is, werd hij onderscheiden met de César voor beste acteur.
In diezelfde periode werd Bohringer een van de fetisjacteurs van Jean-Pierre Mocky die hem castte in vier films, onder meer in de thriller Agent trouble (1987) waarin hij de affiche deelde met Catherine Deneuve.
Hij nam vervolgens de hoofdrol voor zijn rekening in twee andere films van Hubert en kon het succes van Le Grand Chemin bescheiden overdoen: in het oorlogsdrama Après la guerre (1989) en in de tragikomedie La Reine blanche (1991) waarin hij de echtgenoot van (opnieuw) Catherine Deneuve speelde.
In het romantisch misdaaddrama The Cook, the Thief, His Wife and Her Lover (1989), Peter Greenaway's succesrijkste en meest controversiële film, was Bohringer de kok uit de titel. In de meermaals gelauwerde tragikomedie Une époque formidable... (1991) vertolkte hij de innemende leider van een kleurrijk groepje clochards door wie de ontslagen, door zijn gezin verlaten en dakloos geworden Gérard Jugnot zich zo aangetrokken voelt dat hij met hen optrekt.
Naast Deville, Hubert en Mocky werkte Bohringer ook twee keer samen met Claude Miller: hij gaf gestalte aan een collaborerende muziekmanager in het drama L'Accompagnatrice (1992) en aan een manager van een stripshow in het erotisch drama Le Sourire (1994). Patrice Leconte castte hem in de komedie Tango (1993) en in het drama Le Parfum d'Yvonne (1994). Ook Aline Issermann deed twee keer een beroep op zijn acteertalent: in het drama Le Destin de Juliette (1983) vertolkte hij de gewelddadige man van een jongere vrouw en in de tragikomedie Dieu, l'amant de ma mère et le fils du charcutier (1995) was hij de kapper die de kinderen van zijn minnares willen vergiftigen.
In La Vérité si je mens! (1997) kreeg hij de hoofdrol van een joodse textielondernemer. Deze komedie was de Franstalige film die dat jaar het meest bijval kreeg in Frankrijk.

### Jaren tweeduizend en tweeduizend en tien
Ruim tien jaar na The Cook, the Thief, His Wife and Her Lover werd Bohringer opnieuw enkele keren gecast door Engelstalige cineasten zoals Peter Bogdanovich, Brad Mirman en Angelina Jolie. In de Russische historische film L'Amiral (2008) gewijd aan de Russische admiraal en leider van de Witten Aleksandr Koltsjak, belichaamde hij de Franse generaal en leider van de Franse militaire missie.
In  Mauvais Genres (2001) ontmoette hij als politie-inspecteur een jonge transseksuele vrouw tijdens zijn zoektocht naar de moordenaar van hoeren en travestieten, moorden waarvan zij wordt verdacht.
C'est beau une ville la nuit (2006) was de verfilming van Bohringers eerste gelijknamige boek uit 1988. Bohringer regisseerde deze uiterst persoonlijke film zelf en nam uiteraard ook de hoofdrol voor zijn rekening.
Hij moest enkele keren zijn activiteiten onderbreken omwille van gezondheidsredenen, onder meer in 2009 en in 2014.
Als een van de fetisjacteurs van Mocky speelde Bohringer een essentiële rol in het meest productieve decennium (2010-2019) van diens carrière. Mocky gaf hem de hoofdrol in vier (misdaad)films.
In L'Amour flou (2018), een komedie geregisseerd door het ex-koppel Romane Bohringer en Philippe Rebbot over hun leven onder één dak met hun kinderen na de scheiding, vertolkte vader Bohringer ook de filmvader van zijn dochter Romane.

### Schrijver
Bohringer is de auteur van een tiental boeken. In 1988 publiceerde hij zijn eerste: C'est beau une ville la nuit groeide uit tot een bestseller. Het deed het relaas van een lange moeilijke periode uit zijn leven dat leed onder zijn verslavingen, zijn geldgebrek en zijn gewelduitbarstingen. Later volgden zijn derde muziekalbum (2002) en zijn enige zelf geregisseerde langspeelfilm (2006) onder dezelfde titel. In 2009 verscheen Traîne pas trop sous la pluie, een al even persoonlijk werk over onder meer zijn strijd tegen Hepatitis C. Een jaar later baseerde hij op die roman een onemanshow waarmee hij ruim twee jaar lang op tournee vertrok. In 2016 maakte hij er een toneelstuk van waarmee hij ook twee jaar op tournee was.

### Televisie
Naar het einde van de twintigste eeuw toe verscheen Bohringer meer op het kleine scherm. Vermeldenswaardig was de televisieserie Un homme en colère (1997-2002) waarin hij het hoofdpersonage belichaamde van een ten onrechte beschuldigde maar vervolgens vrijgesproken man die beslist tegen alle soorten onrecht ten strijde te trekken. Zijn vertolking werd beloond met de 7 d'or, een belangrijke televisieprijs. Hij verwezenlijkte ook twee televisiefilms.

### Zanger
Tussen 1990 en 2002 bracht Bohringer drie albums uit waarop hij chanson en pop zong.

### Voorkomen
Met zijn uiterlijk van stoere, viriele en avontuurlijke man met punch was Bohringer heel geschikt om kleur te geven aan doorleefde personages, aan gezaghebbende figuren en aan spottende lolbroeken of brulboeien met een grote bek. Hij gaf even goed kleur aan verontrustende als aan goedhartige en openhartige mannen. Telkens kwam zijn schorre gebroken stem goed van pas.

### Typische rollen
Verscheidene keren werkte Bohringer als dokter en handhaafde hij als politie-inspecteur of commissaris de openbare orde en veiligheid. Hij opereerde ook regelmatig aan de andere kant van de wet als gangster, huurmoordenaar, (vrijgesproken) moordenaar, afperser, (ex-)gevangene, overvaller, sociopaat en geweldenaar. Daarnaast gaf hij meermaals gestalte aan militairen, van korporaal-chef tot generaal, zelfs Gestapo-officier. Hij was werkzaam in de filmwereld als cineast, assistent-regisseur en scenarioschrijver. In de kunstwereld was hij artiste maudit en schrijver. Hij vertolkte mannen met aanzien zoals een bedrijfsdirecteur, een directeur van een nationaal instituut, een zakenman of een chef-kok. Hij oefende even overtuigend bescheidener beroepen uit zoals kapper, bloemist, stalknecht, studiemeester-opvoeder of spoorarbeider.

### Privéleven
Bohringer was eerst getrouwd met Marguerite Bourry die hem een dochter gaf: de actrice Romane Bohringer (1973). Bourry verliet het echtelijk dak toen Romane nog een baby was. In de jaren tachtig ontmoette Bohringer Astrid Marcouli, die zijn tweede vrouw zou worden. Zij had al een zoontje, Mathieu (1978). Het koppel huwde in 1986 en kreeg twee kinderen: Richard Junior en de actrice Lou (1989).
Bohringer is dol op Afrika en zijn muziek. Dat bracht hem ertoe in 2002 (ook) de Senegalese nationaliteit aan te nemen.

## Filmografie (ruime selectie)
- 1970 - La Maison (Gérard Brach)
- 1972 - L’Italien des roses (Charles Matton)
- 1977 - L'Animal (Claude Zidi)
- 1979 - Martin et Léa (Alain Cavalier)
- 1980 - Les Sous-doués (Claude Zidi)
- 1980 - Le Dernier Métro (François Truffaut)
- 1980 - Inspecteur la Bavure (Claude Zidi)
- 1980 - La Boum (Claude Pinoteau)
- 1981 - Diva (Jean-Jacques Beineix)
- 1981 - Les Uns et les Autres (Claude Lelouch)
- 1981 - Les Babas cool (François Leterrier)
- 1982 - Le Grand Pardon (Alexandre Arcady)
- 1982 - Transit (Takis Candilis)
- 1983 - J'ai épousé une ombre (Robin Davis)
- 1983 - Cap Canaille (Juliet Berto en Jean-Henri Roger)
- 1983 - Le Destin de Juliette (Aline Issermann)
- 1984 - L'Addition (Denis Amar)
- 1984 - Le Juge (Philippe Lefebvre)
- 1985 - Péril en la demeure (Michel Deville)
- 1985 - Subway (Luc Besson)
- 1985 - Le Pactole (Jean-Pierre Mocky)
- 1985 - Diesel (Robert Kramer)
- 1986 - Le Paltoquet (Michel Deville)
- 1986 - Cent francs l'amour (Jacques Richard)
- 1986 - Kamikaze (Didier Grousset)
- 1987 - Le Grand Chemin (Jean-Loup Hubert)
- 1987 - Agent trouble (Jean-Pierre Mocky)
- 1987 - Flag (Jacques Santi)
- 1988 - Les Saisons du plaisir (Jean-Pierre Mocky)
- 1988 - À gauche en sortant de l'ascenseur (Edouard Molinaro)
- 1989 - The Cook, the Thief, His Wife and Her Lover (Peter Greenaway)
- 1989 - La Soule (Michel Sibra)
- 1989 - Après la guerre (Jean-Loup Hubert)
- 1990 - Stan the Flasher (Serge Gainsbourg)
- 1990 - Dames galantes (Jean-Charles Tacchella)
- 1991 - La Reine blanche (Jean-Loup Hubert)
- 1991 - Une époque formidable... (Gérard Jugnot)
- 1991 - Veraz (Xavier Castano)
- 1992 - Ville à vendre (Jean-Pierre Mocky)
- 1992 - Confessions d'un barjo (Jérôme Boivin)
- 1992 - L'Accompagnatrice (Claude Miller)
- 1993 - Tango (Patrice Leconte)
- 1994 - La Lumière des étoiles mortes (Charles Matton)
- 1994 - Le Parfum d'Yvonne (Patrice Leconte)
- 1994 - Le Sourire (Claude Miller)
- 1995 - Dieu, l'amant de ma mère et le fils du charcutier (Aline Issermann)
- 1996 - Les Caprices d'un fleuve (Bernard Giraudeau)
- 1996 - Le Montreur de Boxe - Lucky Punch (Dominique Ladoge)
- 1996 - Tykho Moon (Enki Bilal)
- 1997 - Saraka bô (Denis Amar)
- 1997 - La Vérité si je mens ! (Thomas Gilou)
- 1997 - Combat de fauves (Benoît Lamy)
- 1997 - Wild Animals (Kim Ki-duk)
- 1998 - Comme une bête (Patrick Schulmann)
- 1999 - Rembrandt (Charles Matton)
- 2001 - The Cat's Meow (Peter Bogdanovich)
- 2001 - Mauvais genres (Francis Girod)
- 2002 - Total Khéops (Alain Bévérini)
- 2003 - Wanted (Brad Mirman)
- 2003 - L'Outremangeur (Thierry Binisti)
- 2004 - Les Gaous (Igor Sekulic)
- 2005 - Cavalcade (Steve Suissa)
- 2006 - C'est beau une ville la nuit (Richard Bohringer)
- 2006 - Pom le poulain (Olivier Ringer)
- 2008 - L'Amiral (Andreï Kravtchouk)
- 2012 - Dors mon lapin (Jean-Pierre Mocky)
- 2013 - Une histoire d'amour (Hélène Fillières)
- 2013 - Le Renard jaune (Jean-Pierre Mocky)
- 2014 - Le Mystère des jonquilles (Jean-Pierre Mocky)
- 2015 - By the Sea (Angelina Jolie)
- 2017 - Vénéneuses (Jean-Pierre Mocky)
- 2018 - L'Amour flou (Romane Bohringer en Philippe Rebbot)
- 2019 - Place des victoires (Yoann Guillouzouic)

## Publicaties
- 1988 - C'est beau une ville la nuit, Éditions Denoël - heruitgegeven bij Gallimard, coll. Folio, 1989
- 1994 - Le Bord intime des rivières, Denoël - heruitgegeven bij Gallimard, coll. Folio, 1995
- 1995 - Zorglub, gevolgd door Les Girafes, toneel, Denoël - heruitgegeven bij Flammarion, 2009
- 2005 - L'Ultime Conviction du désir, Flammarion - heruitgegeven bij J'ai lu, 2006
- 2006 - Noirs Blancs Beurs 1940-1945 : libérateurs de la France van Charles Onana, voorwoord van Bohringer, Duboiris, coll. Mémoires et archives, 2006
- 2007 - Carnet du Sénégal, illustraties door Virginie Broquet, Arthaud, 2007
- 2008 - Bouts lambeaux, editie CD/DVD, Arthaud, 2008
- 2009 - Traîne pas trop sous la pluie, Flammarion, 2009
- 2011 - Les Nouveaux Contes de la cité perdue, Flammarion, 2011
- 2016 - Quinze Rounds Flammarion, 2016

## Muziekalbums
- 1990 - Errance
- 1992 - Bohringer
- 2002 - C'est beau une ville la nuit

## Prijzen
- 1985 - L'Addition: César voor beste mannelijke bijrol
- 1988 - Le Grand Chemin: César voor beste acteur

- Biblioteca Nacional de España: XX1187256
- Bibliothèque nationale de France: cb120871409 (data)
- Catàleg d'autoritats de noms i títols de Catalunya: 981058608826206706
- CiNii: DA06191954
- Gemeinsame Normdatei: 11205742X
- International Standard Name Identifier: 0000 0001 2100 1887
- Library of Congress Control Number: n89604582
- MusicBrainz: 529ab5bb-044a-4a69-b66c-933a231eb0cd
- Bibliotheek van het Japanse parlement: 00681537
- Nationale Bibliotheek van Tsjechië: xx0155751
- Nationale Bibliotheek van Israël: 987007452011705171
- Nederlandse Thesaurus van Auteursnamen: 073664146
- Istituto Centrale per il Catalogo Unico: MILV154970
- SNAC: w68p6w7c
- Système universitaire de documentation: 029193915
- Virtual International Authority File: 27710915
- WorldCat: E39PBJxrYKTYM9rGffygkkmKh3